# Sebastolobus
Sebastolobus é um género de peixe da família Scorpaenidae.
Este género contém as seguintes espécies:
- Sebastolobus alascanus